# Пробуждение (Новгородская область)
Пробужде́ние — деревня в Старорусском муниципальном районе Новгородской области. До 30 марта 2010 года являлась административным центром Пробужденского сельского поселения. После упразднения последнего, вошла в состав Новосельского сельского поселения. Площадь территории деревни Пробуждение 143,9 га.
Расположена на правом берегу реки Порусья (в междуречье Редьи и Порусьи), в 35 км к югу от Старой Руссы. Неподалёку, севернее — деревня Лосытино, а также деревня Ратча (выше по течению) и Каменка (ниже по течению). В Ратче есть автомобильный мост через Порусью по которому проходит дорога (5 км) от Пробуждения до Санаковщины, находящейся на автодороге Р51 (Шимск — Старая Русса — Поддорье — Холм — Локня — Великие Луки — Невель).
Хутор Пробуждение появился в 1924 году, с 1930 года в составе Зехинского сельского совета и колхоза «Лосытино». С 1946 года, Пробуждение — центральная усадьба вновь образованного совхоза «Великое Село».
В деревне Пробуждение есть клуб, магазин, библиотека.

## Население
| 2010 | 2011 |
| ---- | ---- |
| 110  | ↗176 |